# N M Rothschild & Sons
N. M. Rothschild & Sons — частная инвестиционная банковская компания, принадлежащая семье Ротшильдов. Была основана в Лондоне в 1811 году и в настоящее время насчитывает 50 офисов по всему миру. Это один из старейших банков, который работает в непрерывном режиме.

## История
В конце XVIII века и начале XIX века Майер Амшель Ротшильд стал одним из самых могущественных банкиров Европы в княжестве Гессен-Кассель Священной Римской Империи. С целью расширения сферы влияния он отправил своих сыновей в различные столицы Европы для основания там банковских учреждений, в том числе направив своего третьего сына Натана Майера Ротшильда в Англию в 1798 году. Натан Майер Ротшильд остановился в Манчестере, где организовал бизнес в сфере финансов и текстильной торговли. Позже он переехал в Лондон, где основал в 1811 году компанию N. M. Rothschild & Sons. Компания процветала благодаря участию на рынке государственных облигаций.

### Начало XIX века

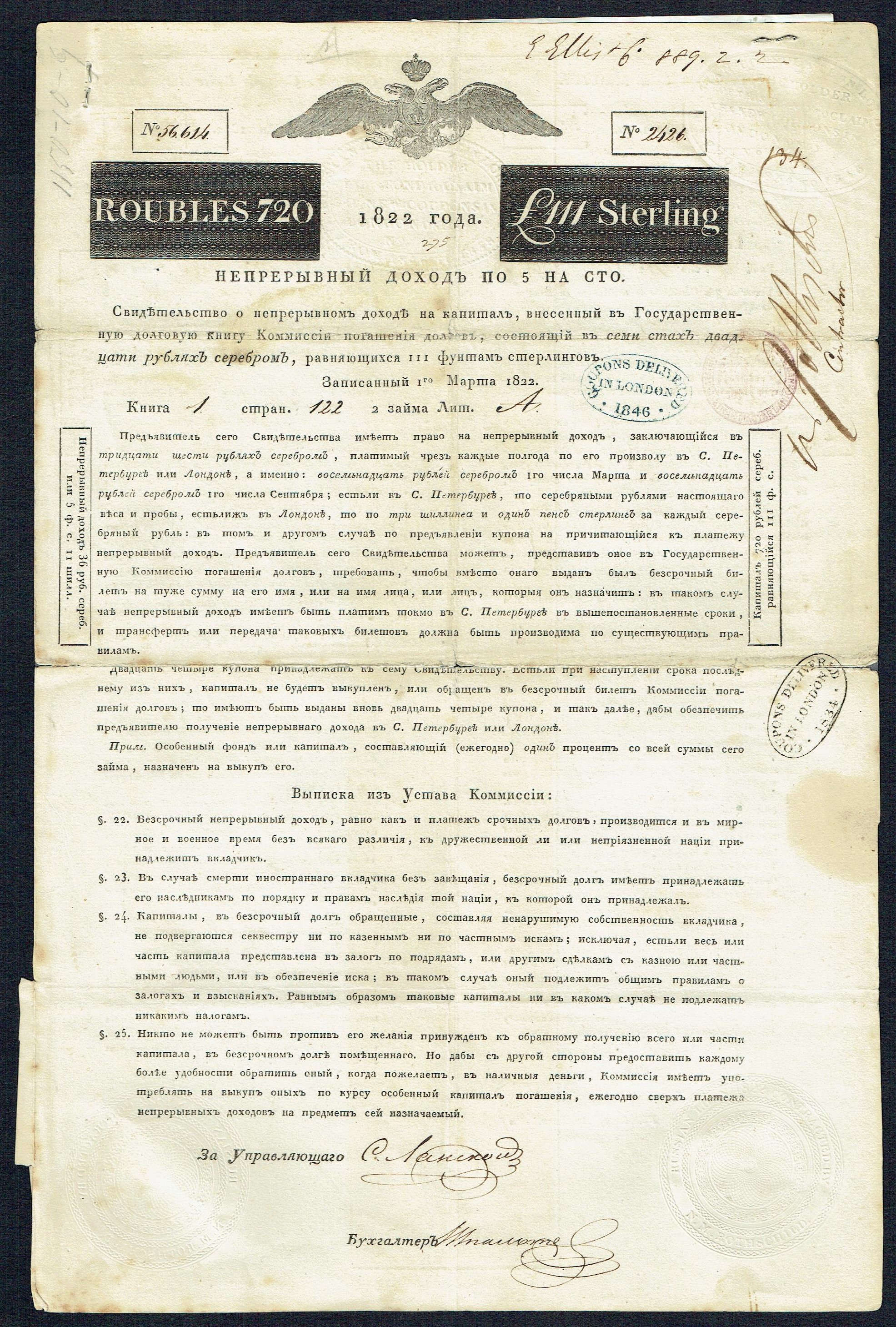
Облигация Российской Империи, датированная 1 марта 1822 года, с подписью Натана Майера Ротшильда

В начале XIX века лондонский банк Ротшильдов занял ведущую роль в управлении и финансировании ассигнований британского правительства союзникам во время наполеоновских войн. Через создание сети агентов, курьеров и перевозчиков банк был в состоянии обеспечить средства для армии герцога Веллингтона в Португалии и Испании. В 1818 году банк Ротшильдов дал 5 миллионов фунтов стерлингов в кредит Прусскому правительству, а также участвовал в выпуске облигаций государственного займа. Предоставление других инновационных и сложных финансовых услуг для реализации государственных проектов было основным направлением деятельности банка на протяжении большей части XIX века. К 1825 году влиятельность N. M. Rothschild & Sons в Лондоне стала столь значительной, что банк был в состоянии предоставить монетный металл Банку Англии для предотвращения монетарного кризиса.
Как и большинство фирм в XIX веке, ведущих дела по всему миру, Ротшильды участвовали в работорговле, но фирма сыграла важную роль и в отмене его, предоставив 15 млн £ золота для проведения Закона об отмене рабства в 1833.

### Конец XIX века
Старший сын Натана Майера, Лайонел де Ротшильд (1808—1879) сменил его на посту главы лондонского отделения. Под руководством Лионеля, банк профинансировал британское правительство в 1875 для приобретения контрольного пакета акций Суэцкого канала. Лионель также начал делать инвестиции в железные дороги, как делал и его дядя Джеймс во Франции. В 1869 году сын Лионеля, Альфред де Ротшильд (1842—1918), стал директором Банка Англии, должность он занимал в течение 20 лет. Альфред был одним из тех, кто представлял правительство Великобритании в 1892 году на Международной денежно-кредитной конференции в Брюсселе.
В 1873 году французская и английская ветви Ротшидьдов вместе с другими инвесторами приобретают у испанского правительства убыточные медные рудники Rio Tinto. Новые собственники провели реструктуризацию компании и превратили её в прибыльный бизнес. К 1905 году доля Ротшильдов в Rio Tinto составила более 30 %. В 1887 году французские и английские банкирские дома Ротшильдов стали крупнейшими акционерами компании De Beers, предоставив займы и инвестиции её алмазным рудникам в Южной Африке.

### XX—XXI века
После Первой мировой войны банки Ротшильдов перешли к консультативной работе и финансированию коммерческих предприятий, в том числе лондонского метро. В 1938 году активы австрийских Ротшильдов перешли к нацистам. Во Франции и Австрии семья была рассеяна на время Второй мировой войны. В 1941 году была основана холдинговая компания Rothschilds Continuation. После войны, британские и французские банки Ротшильдов начали расширять свою деятельность в Соединенных Штатах, в 1981 году американские интересы были объединены в Rothschild Inc., и сконцентрировались на сфере слияний и поглощений и управления активами. Также были открыты отделения N. M. Rothschild & Sons в Австралии (1967 год), Гонконге и Сингапуре (1973 год), Чили (1979 год), Германии, Италии и Канаде (1989 год), Китае (Шанхай, 1995 год).
В XX веке компания Ротшильдов стала глобальной организацией, участвовавшей в наиболее важных, сложных и значительных слияниях и поглощениях. В 1980-х годах они заняли ведущую роль в международном явлении приватизации, в которое компания была вовлечена с самого начала и которое распространилось на более чем тридцать стран по всему миру. В последние годы Ротшильды выступили посредниками в около тысячи завершенных слияниях и поглощениях на общую сумму более чем 1 трлн $. Также Ротшильды выступали консультантами в некоторых из крупнейших и самых громких корпоративных реструктуризаций по всему миру. В 1996 году было образовано партнёрство ABN AMRO и Ротшильдов, оказывавшее консультативные услуги (в частности, Роснефти). Партнёрство прекратило своё существование в 2007 году, после того, как ABN AMRO было куплено Royal Bank of Scotland, Santander и Fortis.
До 2004 года цена золота устанавливалась два раза в день в помещении N. M. Rothschild основными держателями золотых слитков. Каждый день в 10:30 и 15:00 по местному времени пять представителей банков встречались в маленькой комнате в лондонской штаб-квартире Ротшильда на переулке Св. Суизина. Председатель традиционно назначается банком Ротшильдов. В 2004 году N. M. Rothschild вышли из торговли золотом, уступив своё место Barclays Capital. Сейчас цена золота фиксируется пятью членами Лондонской ассоциации: Bank of Nova Scotia, Barclays Bank, Deutsche Bank, HSBC Bank USA и Société Générale с использованием телекоммуникационной конференц-системы. Этот Золотой фиксинг определяет цену на золото на мировых рынках.

## Операции

### Обзор
Ротшильды входят в 10 крупнейших глобальных инвестиционных банков на рынке слияний и поглощений. Фирма очень сильна в Европе, особенно в Великобритании, Франции, Германии, Италии, и в странах Бенилюкса, в каждой из которых Ротшильды стабильно удерживают первое место. Влияние Ротшильдов распространяется также на Восточную Европу, Азию и Америку.
Фирма конкурирует с широким спектром инвестиционных банков начиная от конгломератов, таких как JPMorgan Chase, Goldman Sachs и Morgan Stanley, до специалистов в сфере слияний и поглощений, таких как Lazard, Moelis и Greenhill & Co.

### Корпоративная структура
В XX веке лондонский банковский дом находился в управлении Лионела Натана де Ротшильда (1882—1942), его брата, Антония Густава де Ротшильда (1887—1961), и затем сэра Эвелина Роберта де Ротшильда (1931—2022). В 1970 году компания была преобразована из партнерства в общество с ограниченной ответственностью. В 2003 году после отставки сэра Эвелина с поста главы N. M. Rothschild & Sons, компания слилась с Paris Orléans SA, попав под контроль швейцарской Rothschild Continuation Holdings, возглавляемой бароном Давидом де Ротшильдом.
Группа Ротшильдов прошла через серьёзную реструктуризацию в начале XXI века. N. M. Rothschild & Sons стала операционной компанией в Великобритании. Она косвенно контролируется главной холдинговой компанией Ротшильдов — Rothschild Continuation Holdings AG, зарегистрированной в Цуге, Швейцария. 72,5 % Rothschild Continuation Holdings контролируется голландской Concordia BV. Concordia полностью контролируется британскими и французскими Ротшильдами. До 2008 года единственным внешним акционером Rothschild Continuation Holdings AG был Jardine Matheson, которому принадлежало 20 %. Доля была куплена в 2005 году у RSA страховой группы через дочернюю компанию Jardine Strategic Holdings, которая специализируется на леверидже капитала для защиты капитала Ротшильдов.

## Известные люди, работавшие в N. M. Rothschild & Sons

### Бизнесмены
- Рене-Пьер Азрия — директор Jarden Corporation; управляющий директор Blackstone Indosuez
- Доминик Бартон — управляющий директор McKinsey & Company
- Франко Бернабэ — CEO Telecom Italia; директор PetroChina
- Мишель де Карвальё — вице-председатель отделения инвестиционного банкинга Citigroup; директор Heineken International
- Хосе Мария Кастеллано — CEO of Inditex Group
- Джон Коллинз — CEO Shell Великобритания; председатель National Power[11]
- Альфонсо Кортина — председатель и CEO Repsol
- Дуглас Дафт — председатель и CEO The Coca-Cola Company; директор The McGraw-Hill Companies
- Дадли Юстас — председатель The Nielsen Company, вице-председатель Royal Philips Electronics
- Пер Гилленхаммар — управляющий директор и CEO Volvo; основатель European Round Table of Industrialists[12]
- Джей Хамбро — директор по информационным технологиям Петропавловска; CEO Aricom
- Грем Херн — заместитель председателя Gallaher Group; председатель и CEO Enterprise Oil[13]
- Генри Кесуик — председатель Jardine Matheson Holdings; директор Mandarin Oriental[14]
- Джеймс Лоуренс — председатель L.E.K. Consulting; финансовый директор Unilever
- Родни Лич — директор Jardine Matheson Holdings; председатель Open Europe
- Карл Мэйер — заместитель председателя De Beers; управляющий National Bank of Egypt
- Клаус Мозер — председатель Британского музея; председатель Economist Intelligence Unit
- Пол Майнерз — председатель Guardian Media Group; председатель Marks & Spencer[15]
- Роберт Пири — главный управляющий директор Bear Stearns & Co.[16]
- Джеральд Розенфельд — глава отделения инвестиционного банкинга Lazard[17]
- Уилбур Росс — известный инвестор и миллиардер
- Тревор Роу — директор Австралийской фондовой биржи; председатель United Group; председатель инвестиционной корпорации Куинсленда (QIC)
- Энтони Зальц — старший партнёр Freshfields Bruckhaus Deringer; действующий председатель совета управляющих BBC[18]
- Питер Смит — председатель Coopers & Lybrand; председатель Savills[19]
- Реймонд Смит — CEO Bell Atlantic; председатель Verizon
- Айэн Вэлэнс — вице-председатель Royal Bank of Scotland; председатель British Telecom

### Политики
- Барон Джордж — управляющий Банком Англии (1993—2003)
- Тьерри Бретон — министр экономики, финансов и промышленности Франции (2005—2007)
- Герхард Шрёдер — канцлер ФРГ (1998—2005)
- Лайэм Бёрн — министр внутренних дел Великобритании (2006—2010); Minister of State at Her Majesty’s Treasury (2008—2010)
- Джон Кингман — исполнительный директор UK Financial Investments Limited
- Норман Ламонт — член британского парламента (1972—1997); министр финансов (1990-93)
- Эдвин Лэзер — член британского парламента (1950—1964); губернатор Бермудских островов (1973—1977)
- Оливер Летуин — председатель Conservative Research Department; Minister of State for Policy
- Рене Мейер — премьер-министр Франции (1953)
- Жорж Помпиду — президент Франции (1969—1974)
- Джон Редвуд — член британского парламента (1987-)
- Феликс Роатин — посол США во Франции (1997—2000)
- Го Кенг Сви — заместитель премьер-министра Сингапура (1973—1984); министр финансов (1959—1965;1967-1970)
- Джон Уэйкем — лидер палаты лордов (1992—1994); лидер палаты общин (1987—1989)
- Эмманюэль Макрон — Министр экономики, финансов и цифровой экономики Франции (2014—2016), президент Франции (2017 — наст. время)

## Книги
- Niall Ferguson. The House of Rothschild: Volume 1: Money's Prophets: 1798—1848 (англ.). — New York: Penguin Group[англ.], 1999. — ISBN 0140240845.
- Niall Ferguson. The House of Rothschild: Volume 2: The World's Banker: 1849—1999 (англ.). — New York: Penguin Group[англ.], 2000. — ISBN 0140286624.
- Niall Ferguson. The Cash Nexus: Money and Power in the Modern World, 1700—2000 (англ.). — New York: Penguin Group[англ.], 2000. — ISBN 0465023258.
- Herbert H. Kaplan. Nathan Mayer Rothschild and the Creation of a Dynasty: The Critical Years 1806-1816 (англ.). — Stanford: Stanford University Press, 2006. — ISBN 9780804751650.